# Pakubuwono IV
Pakubuwono IV, noto anche come Pakubuwana IV (Surakarta, 31 agosto 1768 – Surakarta, 1º ottobre 1820), è stato un sovrano indonesiano.
Fu sunan di Surakarta dal 1788 fino alla sua morte.

## Biografia

### I primi anni
Nato Raden Mas Subadya, era figlio del sovrano Pakubuwana III e di sua moglie, la regina Kencana, discendente del sultano di Demak. Nacque nel 1768 e salì al trono il 29 settembre 1788, dopo la morte del padre.
Si distinse da subito dal proprio predecessore per coraggio e determinazione al governo, in particolare in opposizione alle vessazioni della Compagnia olandese delle Indie orientali.

### Il governo
La situazione di Surakarta sotto il regno di suo padre era diventata insostenibile: dopo una serie di guerre di successione che avevano notevolmente ridotto i possedimenti sotto il controllo della dinastia dei Pakubuwono, l'ascesa di Pakubuwono IV sembrò portare una ventata d'aria nuova dal momento che i funzionari ottennero di rendersi sempre più indipendenti dalla compagnia olandese, in particolare lo stesso Pakubuwana IV odiava il residente olandese di Surakarta per il suo atteggiamento corrotto ed il suo modo scorretto di amministrare.

### IlPakepung
Questo rinnovato atteggiamento del sovrano di Surakarta, spinse il residente di Palm, Andries Hartsinck, ad avere un incontro segreto con Pakubuwana IV nel tentativo di mediare la propria posizione in caso dello scoppio di una nuova guerra. La Compagnia olandese delle Indie orientali iniziò a preoccuparsi seriamente e sospettò che Hartsinck potesse essere utilizzato come spia da parte di Pakubuwana IV.
La Compagnia olandese, dunque, si alleò con Hamengkubuwana I e con Mangkunegara I per confrontarsi con Pakubuwana IV. Nel novembre del 1790, gli olandesi coi loro alleati, circondarono il palazzo reale di Surakarta, in un'operazione che divenne nota col nome indonesiano di Pakepung. Pakubuwana IV venne infine costretto a dichiarare la propria sconfitta il 26 novembre 1790 e venendo costretto a sostituire i propri consiglieri con altri prescelti dalla compagnia coloniale olandese.

### Il rapporto con Yogyakarta
Su iniziativa della Compagnia olandese delle Indie orientali, Pakubuwana IV, Hamengkubuwana I e Mangkunegara I, firmarono un accordo congiunto col quale, sotto il patrocinio degli olandesi, dichiaravano che la sovranità di Surakarta, Yogyakarta e Mangkunegaran era sul medesimo piano e che ai vari sovrani era vietato tentare di conquistarsi vicendevolmente.
Ciononostante, Pakubuwana IV mantenne ancora segretamente l'ambizione di ricostituire l'antico sultanato di Mataram partendo dal proprio piccolo stato. Dal 1800, la Compagnia olandese delle indie orientali venne sciolta dal governo della madrepatria, andando a costituire il primo vero e proprio impero coloniale, guidato da un governatore generale direttamente dipendente dallo stato.
Herman Daendels, governatore generale delle Indie orientali olandesi dal 1808, impose delle regole che indebolirono ulteriormente il potere del sovrano di Surakarta. In questo frangente, Pakubuwana IV sembrò accettare la politica imposta dagli olandesi perché sperava che gli olandesi lo avrebbero sostenuto nel suo tentativo di annettere Yogyakarta. Pakubuwana IV si dimostrò anche accondiscendente nei confronti di Thomas Raffles, il rappresentante del governo britannico che aveva conquistato le Indie orientali olandesi nel 1811. Nel frattempo Hamengkubuwana II (che aveva sostituito al trono Hamengkubuwana I) pareva anch'egli meno amichevole verso le nazioni straniere giunte a colonizzare l'Indonesia.
Pakubuwana IV approfittò di questa opportunità ed iniziò uno scambio segreto di lettere con Hamengkubuwana II con lo scopo di ottenere che Yogyakarta si ribellasse immediatamente contro la Gran Bretagna. La speranza di Pakubuwana IV, era però che Yogyakarta fosse distrutta dalle mani degli inglesi e così infatti nel giugno del 1812 avvenne, quando i britannici occuparono il palazzo di Yogyakarta con l'aiuto di Mangkunegara II. Hamengkubuwana II venne arrestato e posto in prigionia a Penang.

### L'alleanza coi sepoy indiani
Quando la corrispondenza segreta tra Pakubuwana IV e Hamengkubuwana II venne infine rivelata, gli inglesi erano propensi a destituire Pakubuwana IV dal trono, catturando tra l'altro diversi territori di Surakarta, ma questo non fece altro che acuire l'astio del sovrano indonesiano. Nel 1814 questi si alleò con i sepoy che dall'India erano stati inviati a Giava per prestare servizio nell'esercito inglese e combattere contro gli indonesiani locali. Sotto la guida di Hamengkubuwana III, questo esercito di sepoy venne invitato da Pakubuwana IV a ribellarsi contro la Gran Bretagna ed a conquistare Yogyakarta.
L'alleanza ad ogni modo si arenò nel 1815 quando gli inglesi stroncarono la rivolta e ben 70 settanta militari indiani coinvolti nella ribellione vennero processati; 17 di loro vennero condannati a morte, mentre il restante degli uomini venne rimandato in India come prigioniero.

### Gli ultimi anni
Pakubuwana IV, malgrado tutto, era ancora sovrano sul trono di Surakarta senza che gli inglesi avessero osato destituirlo, in particolare perché questi stessi erano stati sostituiti nuovamente dagli olandesi nel 1816.
Pakubuwana IV morì nel 1820 e venne sostituito al trono dal figlio Pakubuwono V.